# رونی کالدرون
رونی کالدرون (عبری: רוני קלדרון‎؛ زادهٔ ۵ فوریهٔ ۱۹۵۲) یک بازیکن فوتبال اهل اسرائیل است.

## باشگاهی
از باشگاه‌هایی که در آن بازی کرده‌است می‌توان به آژاکس آمستردام، فاینورد، باشگاه فوتبال هاپوئل تل‌آویو، و باشگاه فوتبال هاپوئل تل‌آویو، و تیم ملی فوتبال اسرائیل اشاره کرد.

## تیم ملی
وی همچنین در تیم ملی فوتبال اسرائیل بازی کرده است.